# Pit Weyrich
Pit Weyrich (* 19. Oktober 1948 in Hamburg) ist ein deutscher Fernsehmoderator und -regisseur.

## Leben und Karriere
Weyrich ist der Sohn des Schlagertexters und Musikproduzenten Fred Weyrich. Seine Berufslaufbahn begann 1969 als Kameramann. Nach kurzer Regie-Assistenz übernahm Pit Weyrich 1976 fürs ZDF die Regie beim Liedercircus und bei Jazz im ZDF. Es folgten unter anderem Arbeiten für die ZDF-Hitparade, Na sowas!, Show Express und Lach mal wieder. 
Bei Kaum zu glauben, einer Unterhaltungssendung mit versteckter Kamera im ZDF, trat er 1986 erstmals als Moderator in Aktion. Später moderierte er die Ratespiele Die bessere Hälfte (ZDF) und Haargenau (SDR). Nach dem Fall der Berliner Mauer präsentierte er gemeinsam mit Ramona Leiß am 31. Dezember 1989 im ZDF die Silvester-Gala am Brandenburger Tor. Im Jahr 2003 moderierte Weyrich auch einige Monate lang Call-in-Gewinnspielformate beim Münchner Quizsender 9Live, darunter die interaktive Kochshow Sie wünschen? – Wir kochen! Elf Jahre lang führte er in der ARD-Talkshow von Jürgen Fliege Regie. 
Weyrich ist als Regisseur für die Gala-Shows von André Rieu verantwortlich und führte bis 2010 Regie bei den Festen der Volksmusik mit Florian Silbereisen. In den Sommermonaten führt er auch die Regie im ZDF-Fernsehgarten mit Andrea Kiewel.
Weyrich war mit der Sängerin Gitte Hænning liiert und mit der Schauspielerin Simone Brahmann verheiratet, mit der er eine gemeinsame Tochter (* 1988) hat. Seit 2008 ist er mit der Sängerin Isabel Varell liiert, die er 2015 heiratete. Das Paar wohnt in Köln.

## Regiearbeiten
- 1979–1990: ZDF-Hitparade mit Dieter Thomas Heck und Viktor Worms (ZDF)
- seit 1986: ZDF-Fernsehgarten (ZDF)
- 1993–1995: Gottschalk Late Night (RTL)
- 1994–2005: Fliege (Das Erste)
- 2008: Sendung zum 80. Geburtstag von Karlheinz Böhm (ZDF)
- bis 2010: Feste der Volksmusik (Das Erste)
- 2008: André Rieu – Ich tanze mit Dir in den Himmel hinein (ZDF, Aufzeichnung aus der Semperoper Dresden)
- 2008: Die große André-Rieu-Silvestergala (ZDF, Aufzeichnung aus Melbourne)
- 2009: André Rieu – Ich hab’ mein Herz in Heidelberg verloren (ZDF, Live-Aufzeichnung der Open-Air-Konzerte am 18. und 19. September 2009 auf dem Heidelberger Kornmarkt)
- seit 2016: Kölle Alaaf – Die Mädchensitzung (ZDF)